# Albi (EP)
Albi è il settimo EP del gruppo musicale italiano Lo Stato Sociale, pubblicato da Garrincha Dischi il 26 febbraio 2021.
L'EP avrebbe dovuto contenere anche il brano Combat pop (ALBI #1), eseguito al Festival di Sanremo 2021 e pensato come prima traccia dell'album. Tuttavia, il brano è stato inserito solo nella raccolta Attentato alla musica italiana, che raccoglie tutti i cinque EP pubblicati nel febbraio 2021.

## Tracce
1. Sesso, droga e lavorare (ALBI #2) (feat. Selton e Simon Says!) – 3:32
2. Fucking primavera (ALBI #3) (feat. Cimini e Simon Says!) – 3:55
3. Belli così (ALBI #4) – 3:13
4. Equazione - Una canzone per AIL (ALBI #5) – 4:03

Durata totale: 14:43